# Półogniwo
Półogniwo – struktura zawierająca przewodzącą elektrodę oraz otaczający ją przewodzący elektrolit, oddzielony przez naturalnie występującą podwójną warstwę Helmholtza. Reakcja chemiczna wewnątrz tej warstwy chwilowo pompuje ładunek elektryczny pomiędzy elektrodą a elektrolitem, w wyniku czego powstaje napięcie elektryczne pomiędzy nimi. Reakcja anody wiąże atom metalu w elektrodzie, który rozpuszcza się i jest transportowany jako jon dodatni pomiędzy podwójną warstwą, powodując, że elektrolit potrzebuje dodatniego ładunku elektrycznego, podczas gdy anoda ujemnego ładunku. Rosnące napięcie elektryczne tworzy silne pole wewnątrz podwójnej warstwy i potencjał rośnie do momentu, gdy pole zatrzyma reakcję pompowania ładunków. Ta samoograniczająca się operacja występuje niemal cały czas w izolowanym półogniwie. W praktycznych zastosowaniach dwa różne półogniwa są właściwie połączone ze sobą i tworzą ogniwo galwaniczne.
Zwykłe półogniwo, używane w elektrochemii, zawiera elektrodę wykonaną z metalu w 1-molowym (1 mol/dm³) roztworze wodnym soli tego metalu, przy temperaturze 298 K (25 °C).
Serie elektrochemiczne, które składają się ze zwykłych potencjałów elektrodowych i są ściśle związane z seriami reaktywnymi, generowanymi przez pomiar różnicy potencjałów pomiędzy półogniwem metalowym w obwodzie ze zwykłym półogniwem wodorowym, połączonymi za pomocą klucza elektrolitycznego.
Standardowe półogniwo wodorowe
2H+(aq) + 2e− → H2(g)
Półogniwa ogniwa Daniella:
Oryginalne równanie
Zn + Cu2+ → Zn2+ + Cu
Półogniwo z (anodą) cynku
Zn → Zn2+ + 2e−
Półogniwo z (katodą) miedzi
Cu2+ + 2e− → Cu